# Collège Simon Vinciguerra
Le collège Simon Vinciguerra est un établissement français d'enseignement secondaire, situé au 2, boulevard Paoli, à Bastia, en Corse. Il est le plus vieil établissement d'enseignement secondaire de Corse.
Son histoire se confond avec celle de la ville. Il doit sa fondation aux Jésuites en 1601. L'ensemble de l'ancien collège jésuite comprend l'église Saint-Charles, anciennement dédiée à Saint-Ignace de Loyola.
A l'annexion de la Corse par la France, les Jésuites sont expulsés de l'île par le roi Louis XV. Mais le bâtiment conserve sa mission d’enseignement de manière quasi ininterrompue jusqu'à nos jours, ce qui en fait le plus vieil établissement d’enseignement secondaire de Corse.
Ancien lycée de Bastia jusqu'en 1966, il est fréquemment appelé Vieux-Lycée, en corse U Vechju Liceu. Auparavant il fut collège royal, puis lycée impérial à partir de 1852.
Depuis 1992 il porte le nom de Simon Vinciguerra (1903-1971), écrivain et résistant, qui fut enseignant dans cet établissement.
Aujourd'hui il accueille environ 450 élèves.

## Histoire

### Le collège jésuite et les premiers cours
L'histoire du collège Simon Vinciguerra se confond avec celle de l'arrivée des jésuites en Corse. Cet ordre religieux appelé également Compagnie de Jésus est fondé en 1540 par Ignace de Loyola. Soucieux que les jésuites aient de solides qualités intellectuelles, leur fondateur avait insisté pour qu'ils bénéficient d'une longue formation (dix ans d'études).
Les jésuites ont joué un rôle essentiel dans la Contre-Réforme, dans la diffusion de l'instruction en Europe et dans le monde. Ils ont aussi été un pilier dans la diffusion de l'architecture baroque.
Au XVIe et au XVIIe siècle, les jésuites fondent de nombreuses écoles en Europe, appelées "collèges". C'est en 1548, à Messine (Sicile), que s'ouvre le premier collège jésuite.
Connus pour leurs activités de missionnaires et de pacificateurs, ils arrivent dans une île alors très pauvre où bien souvent les habitants vivent dans l'ignorance et dans l'absence de spiritualité. C'est dans cette optique qu'en 1552-1553, Ignace de Loyola envoie deux Jésuites à Bastia : le père Silvestro Landini et le père Emanuel Gomes. Un emplacement pour le futur collège est identifié.
Les premiers cours sont donnés avant que le collège ne soit construit, dans des habitations situés dans le quartier de Terravechja, rue de la Miséricorde, proche de l'emplacement actuel du collège Simon Vinciguerra. Les Jésuites commencent leurs activités dès 1601. Ils enseignent aux garçons les humanités (latin, grec), la grammaire, la rhétorique, la théologie morale et la philosophie.
La construction du complexe, comprenant un collège et une église débute en 1612. Elle fut achevée en 1635 et on lui attribue le nom de Saint Ignace de Loyola.
En 1635 le premier bâtiment est achevé et il peut enfin ouvrir ses portes.

### De l'expulsion des jésuites au Premier Empire

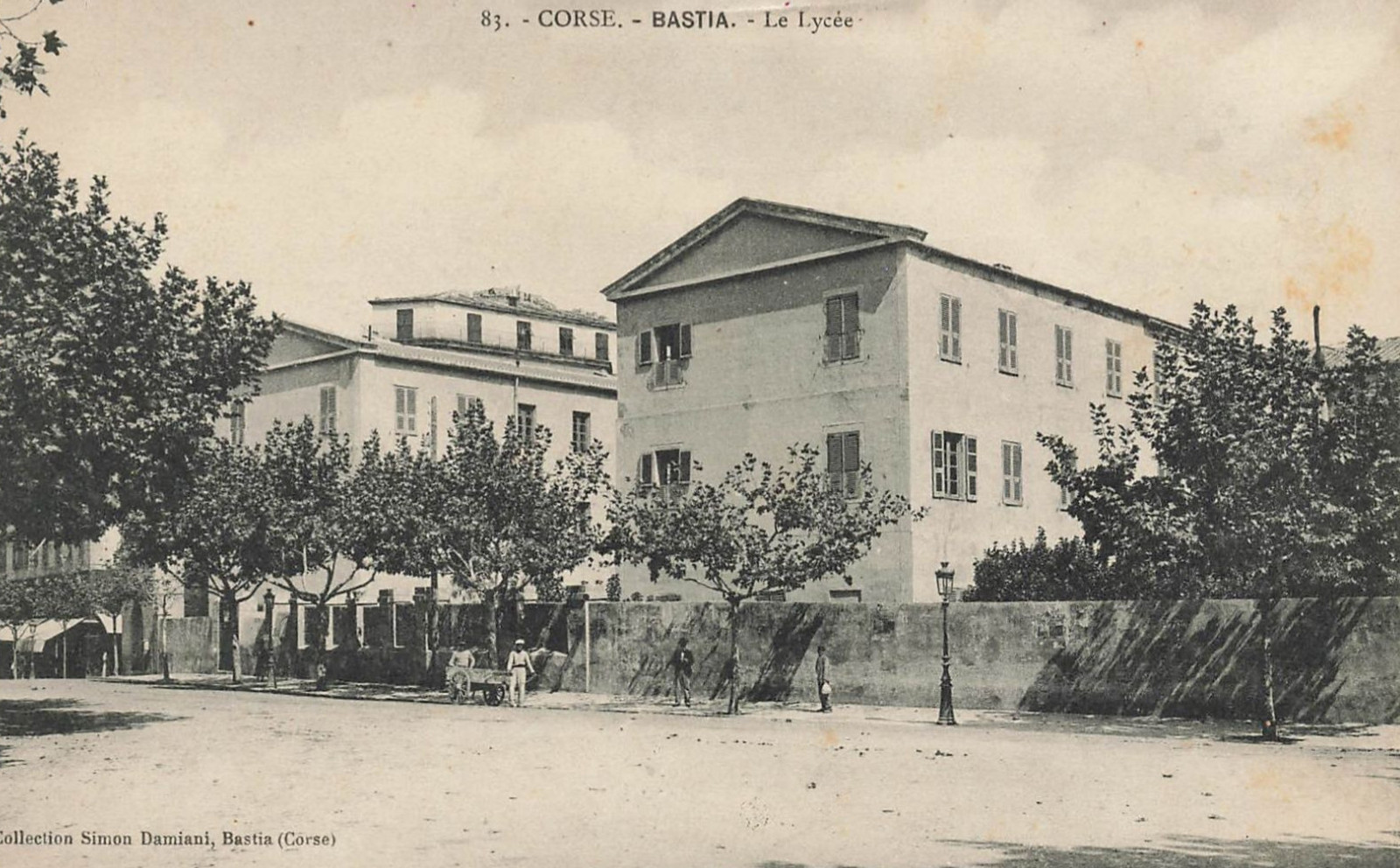
Une carte postale ancienne du lycée de Bastia

A l'annexion de la Corse à la France en 1768, le roi Louis XV expulse les jésuites de l’île. L'ordre était banni du royaume de France depuis 1762. Au moment de leur départ, les religieux avaient en charge les études de 90 élèves. Les Français confient alors l'établissement à l'ordre des Doctrinaires.
A la Révolution, les Français ferment les dix couvents que comptait la ville de Bastia, ainsi que le collège. De 1798 à 1804, l'administration départementale rouvre les locaux sous le nom d'Ecole centrale.
Sous le Premier Empire, le collège devient sénatorerie, sur décision de Napoléon. Il devient alors la résidence du sénateur de la Corse, le compte Raphaël de Casabianca.

### Le collège redevient un lieu d'enseignement

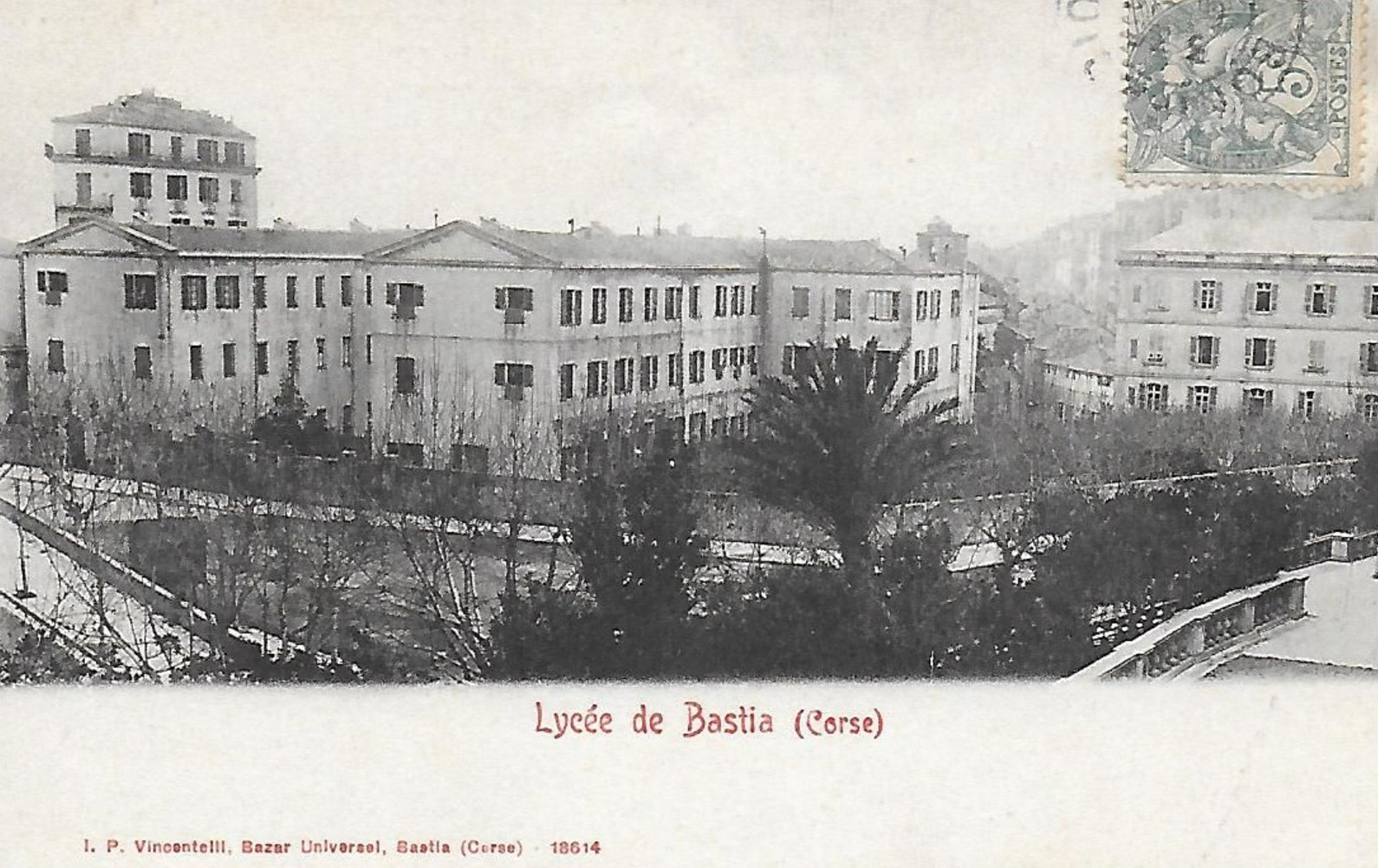
On distingue l'aile nord, qui a été soufflée lors des bombardements d'octobre 1943

Sous la Restauration, le bâtiment redevient un lieu d'enseignement. Il est alors un collège municipal. Il abrite alors également la mairie, la bibliothèque municipale, le bureau de police et la cour d'appel de la Corse.
En 1838, sous le règne de Louis-Philippe, il devient collège royal. On demande alors à l'entrepreneur bastiais Gabrielli de doter le bâtiment de deux étages supplémentaires pour pouvoir accueillir des étudiants venus de toute la Corse.
Sous Napoléon III, en 1859 l'établissement devient lycée impérial. Une extension du bâtiment est construite en 1879 (l'actuelle école Gaudin) qui permet d'adjoindre un collège. Les travaux s'achèvent en 1884.
Au mois d'octobre 1943 l'aile nord du lycée est détruite lors des bombardements américains et anglais. La bibliothèque qui s'y trouvait a été entièrement soufflée. On y répertoriait 8000 livres.
En 1966 le lycée est trop petit pour accueillir les élèves. Il est alors transféré dans l'ancien couvent des Missionnaires Lazaristes, l'actuel lycée Jean Nicoli. C'est alors que l'ancien collège jésuite devient "collège du Vieux Lycée".
Le collège porte depuis 1992 le nom de Simon Vinciguerra (1903-1971) qui fut professeur d'histoire-géographie, auteur (poèmes, comédies, écrits sur l'histoire de la Corse). Il fut aussi un grand résistant.

## La distribution des prix

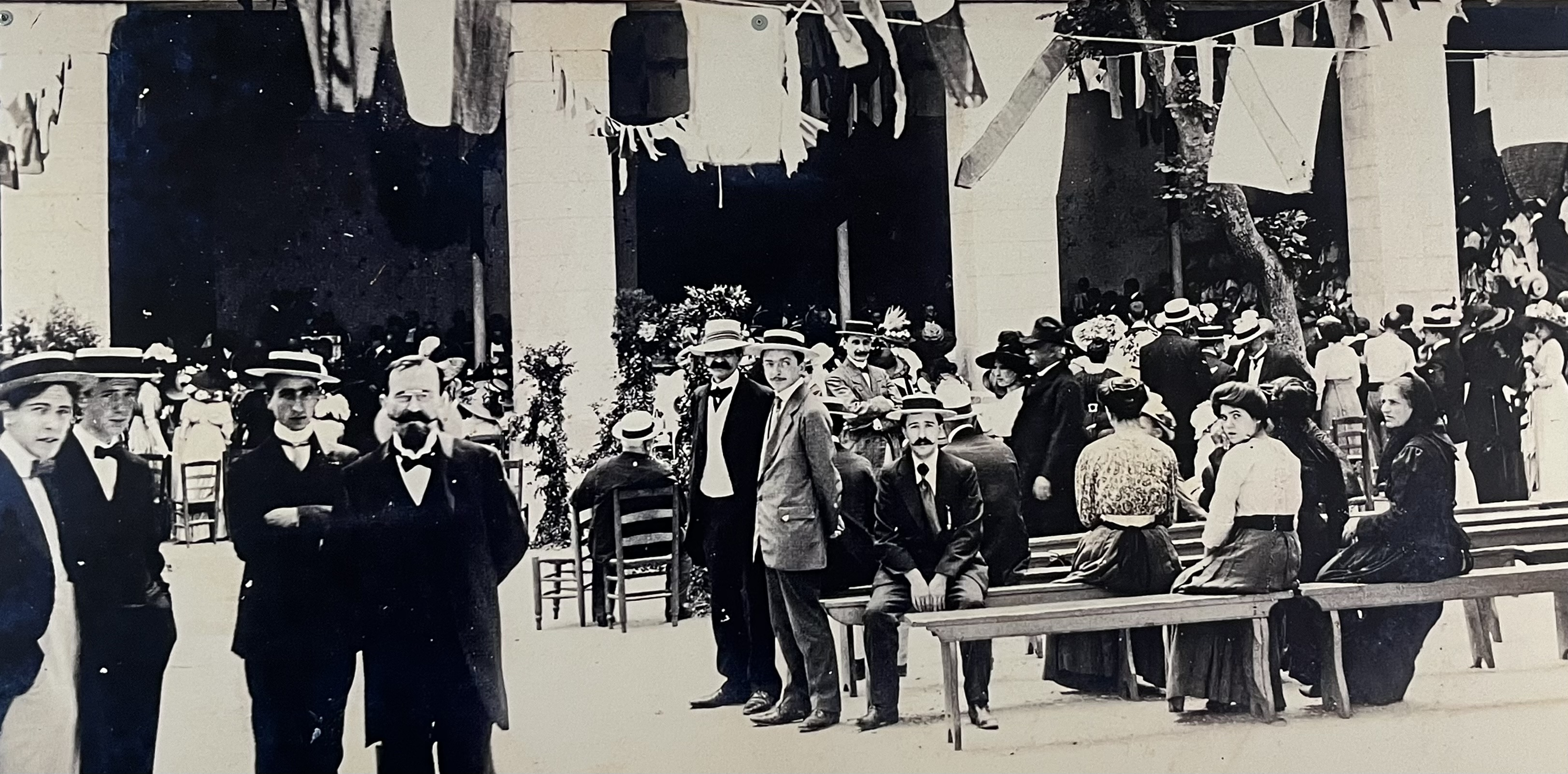
La distribution des prix au lycée de Bastia, vers 1900

La distribution des prix est une cérémonie organisée par la direction de l'établissement. Au cours de celle-ci, les élèves méritants sont récompensés. C'était un évènement important qui concluait l'année scolaire. La distribution des prix aurait commencé du temps des jésuites, en 1715. Elle a perdurée jusqu'en 1968. Il faut remonter à l'Ancien Régime pour trouver les traces des premières distributions des prix et on considère les pères jésuites comme les fondateurs de cette récompense.
Durant la cérémonie on récompense les enseignants en leur remettant les palmes académiques. On retrouve également des récitations de poèmes, des représentations de pièces de théâtre, des discours.
Toutes les disciplines sont concernées et l'établissement organise un classement des lycéens. Cela démontre l'importance de la hiérarchie dans le système scolaire de l'époque. La distribution des prix est perçue comme un moment fort de la « fabrique des élites »comme l'a été l'école à ce moment-là.

## L'établissement aujourd'hui
Aujourd'hui le collège Simon Vinciguerra accueille environ 450 élèves, de la 6e à la 3e. Au sein de l'établissement figure une filière bilingue langue corse, une filière CHAM (classe artistique à horaires aménagés) et une filière bilangue chinois.

Chaque année une cérémonie en hommage aux morts de la grande guerre est célébrée devant le monument qui se trouve dans le couloir du collège,,.

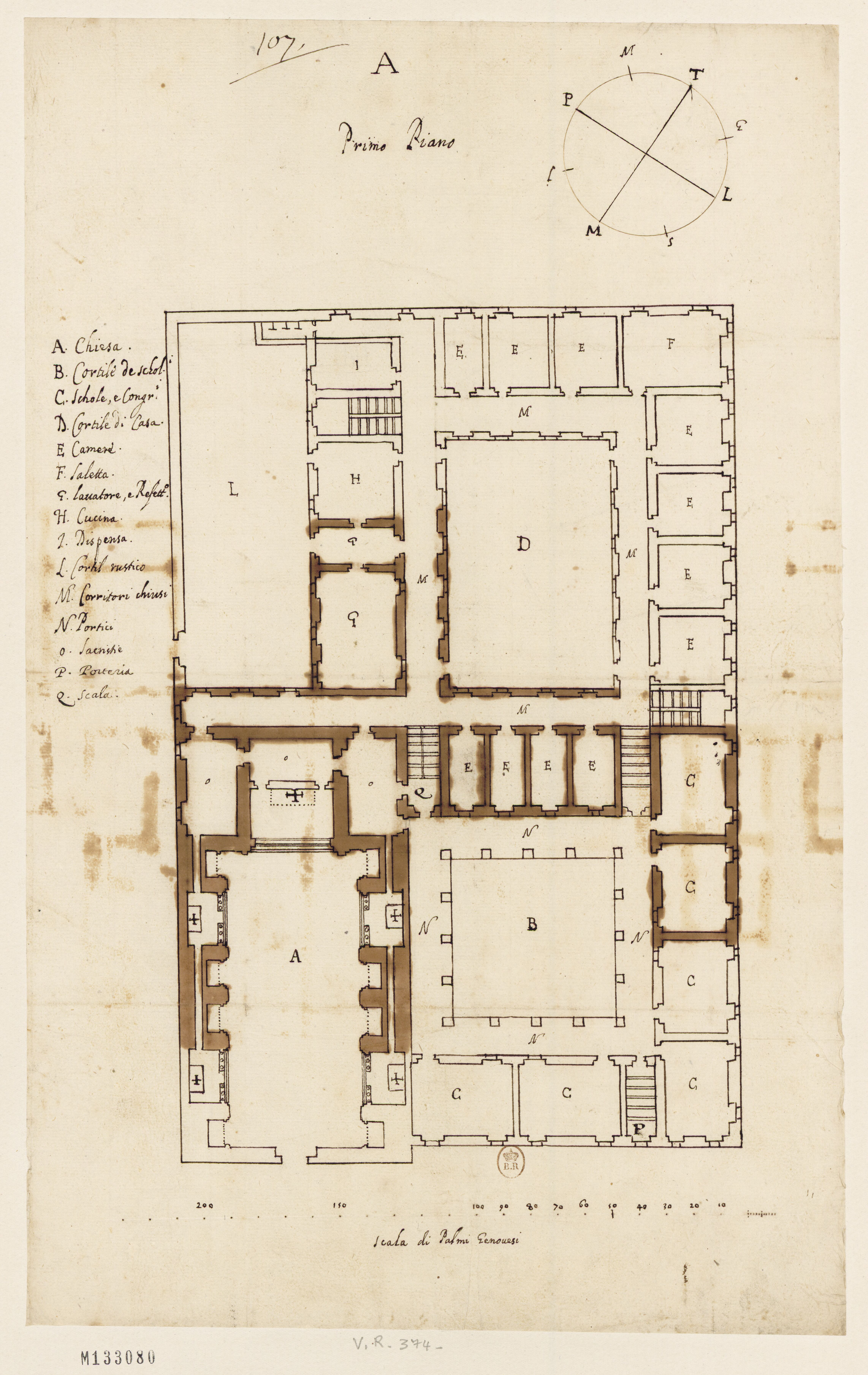
Plan du collège jésuite et de l'église Saint-Charles en 1629

## Personnalités liées au lycée

### Enseignants
Parmi les enseignants qui ont exercé dans l'établissement on trouve des personnalités comme Simon Vinciguerra qui était professeur d'histoire-géographie, résistant et écrivain en langue corse et qui a donné son nom au collège.
L'écrivain Francesco Ottaviano Renucci y a été professeur d'éloquence. Il fut le fondateur de la première bibliothèque publique de Corse. Le magistrat et écrivain Salvatore Viale lui succéda.
L'abbé Lucien Auguste Letteron enseigna au lycée à partir de 1879. Il est le fondateur de la Société des sciences historiques et naturelles de la Corse.
L'historien Fernand Ettori (1919-2001) y a également enseigné. On trouve également Petru Lucciana, dit « Vattelapesca » (1832-1909), professeur d'allemand, auteur et poète en langue corse. Mais aussi le suisse Hans Ruesch, professeur assistant d'allemand et fondateur du SC Bastia.

### Eleves
Parmi les anciens élèves qui ont fréquenté les bancs du collège et du lycée on retrouve les noms de Francis Beretti, chercheur, Emile Zuccarelli, ancien député et maire de Bastia, Angelo Rinaldi, écrivain et académicien, Jacques Thiers, chercheur et écrivain, Jean Luisi, comédien, Jacques Fusina, chercheur et écrivain, Jean-François Bernardini, fondateur du groupe I Muvrini, Dominique Tiberi réalisatrice et productrice, Anton Francesco Filippini, écrivain et poète, Ange Leccia, artiste, Louis Capazza, aéronaute, Jean-Guy Talamoni, homme politique, Edmond Simeoni, homme politique, Jean Casale, aviateur.